# Zac Efron
Zachary David Alexander Efron (født 18. oktober 1987), bedre kendt som Zac Efron, er en amerikansk skuespiller og sanger. Han er bedst kendt for sin optræden i Disney Channel Original Movie High School Musical som Troy Bolton og i filmen Hairspray som Link Larkin.

## Opvækst
Efron blev født i San Luis Obispo, Californien og flyttede senere til Arroyo Grande. Faderen David Efron er ingeniør ved et kraftværk. Moderen Starla Baskett, er tidligere sekretær på samme kraftværk som Efrons far arbejder på. Zac er blevet opdraget og opvokset "bestemt". Det var i seng klokken ni og ikke noget leg, playstation eller andet sjov før lektierne var lavet, og det er Zac sine forældre meget taknemmelig for. Efron havde en, hvad han selv beskriver som, almindelig barndom i en middelklassefamilie og har en lillebror ved navn Dylan.
Det var faren, der opmuntrede ham til at starte med skuespil som 11-årig. Derefter optrådte han i teaterstykkerne i sin skole og fik arbejde på et teater ved navn "The Melodrama", han har aldrig fået sangtimer. Han optrådte i en række forskellige stykker.
Udover Vanessa Anne Hudgens har han desuden også været kærester med Ashley Tisdale
(Sharpay fra High School Musical) i en periode, men de er stadig bedste venner. Han har været kærste med Vanessa Anne Hudgens i ca. 4 år. De fandt sammen under optagelserne af den første High School Musical.

## Uddannelse
Efron blev optaget på University of Southern California, han har ikke gået på universitet endnu, men han har planer om at få en uddannelse på et tidspunkt. Men han holder en pause, da han har meget travlt med at lave film. Han har planlagt at genoptage studierne.

## Privatliv
Efron var på Forbes Celebrity 100 liste i 2008 som nummer 92, med estimerede indtjening på $5.8 million fra juni 2007 til juni 2008. Pr. 5. april 2009 udgjorde hans personlige formue omkring $10 millioner.
Magasinet People skrev i 2007, at Efron og Vanessa Hudgens begyndte at date i 2005 under indspilningen af High School Musical,, selv Us sagde, efter de to brød op i december 2010, at de "mødtes i 2005, samtidig med at den første High School Musical, og blev et par omkring to år senere".
Efron søgt behandling i begyndelsen af 2013 efter kampe med alkoholisme. Han har været ædru i seks måneder i december 2013. 
I 2019 datede han den danske OL-svømmer Sarah Bro, men forholdet gik i stykker.

## Filmografi
| År   | Film/Serie                              | Rolle                     |
| ---- | --------------------------------------- | ------------------------- |
| 2010 | Jonny Quest                             | Jonny Quest               |
| 2010 | The Death and Life of Charlie St. Cloud | Charlie St. Cloud         |
| 2008 | 17 again                                | Mike O'Donnell (teenager) |
| 2008 | High School Musical 3                   | Troy Bolton               |
| 2008 | Me and Orson Welles                     | Richard Samuels           |
| 2007 | Punk'd                                  | Sig Selv                  |
| 2007 | High School Musical 2                   | Troy Bolton               |
| 2007 | Hairspray                               | Link Larkin               |
| 2006 | Substitutterne                          | Davey Hunkerhoff          |
| 2006 | If You Lived Here, You'd be Home Now    | Cody                      |
| 2006 | Heist                                   | Pizzabud                  |
| 2006 | Zack og Codys Søde Hotelliv             | Trevor                    |
| 2006 | High School Musical                     | Troy Bolton               |
| 2006 | NCIS                                    | Danny                     |
| 2006 | The Derby Stallion                      | Patrick McCardle          |
| 2005 | Summerland                              | Cameron Bale              |
| 2005 | CSI: Miami                              | Seth Dawson               |
| 2004 | Miracle Run                             | Steven Morgan             |
| 2004 | Room Raiders                            | Sig selv                  |
| 2004 | Triple Play                             | Harry Fuller              |
| 2003 | Melinda's World                         | Stuart Wasser             |
| 2003 | The Guardian                            | Luke Tomello              |
| 2003 | Skadestuen                              | Bobby Neville             |
| 2003 | The Big Wide World of Carl Laemke       | Pete Laemke               |
| 2002 | Firefly                                 | Lille Simon Tam           |

## Priser

### Vundet
- 2006 – Teen Choice Award: Choice Breakout Star
- 2006 – Teen Choice Award: Choice Chemistry for High School Musical (med Vanessa Hudgens)
- 2007 – Kids' Choice Award: Best male Actor
- 2007 – Teen Choice Award: Choice Male Hottie
- 2007 – Hollywood Film Award: Ensemble of the Year (med resten af Hairspray holdet)
- 2007 – Young Hollywood Award: One to Watch in Hairspray
- 2007 – Vi Unge : Førstepladsen som årets lækreste fyr

### Nomineret
- 2005 – Young Artist Award: Best Performance in a TV Movie, Miniseries or Special by a Supporting Actor for Miracle Run
- 2007 – Young Artist Award: Best Performance in a TV Movie, Miniseries or Special by a Lead Actor for High School Musical